# Кам'яні кільця

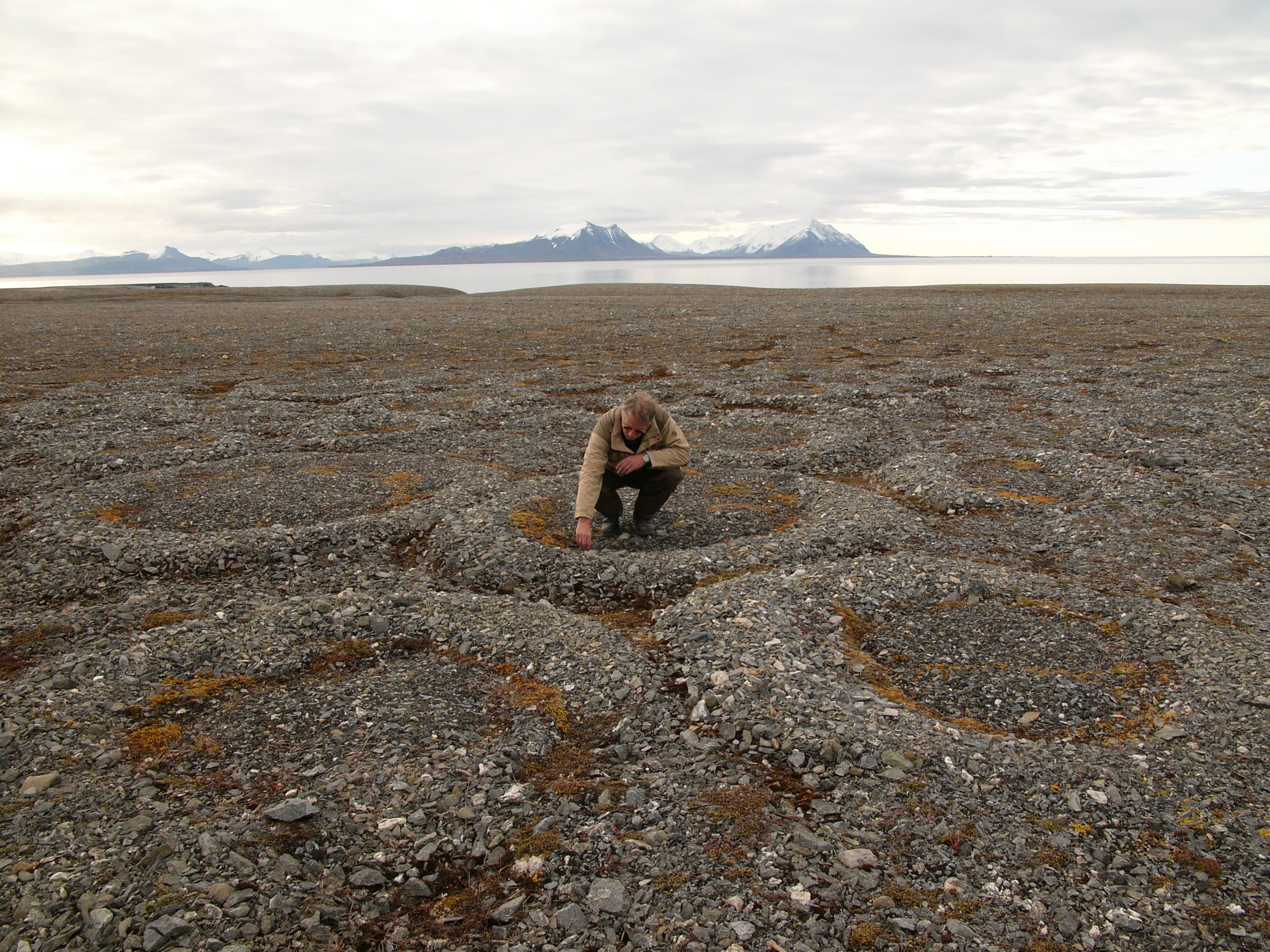
Кам'яні кільця на Шпіцбергені

Кам'яні кільця — один з видів полігональних ґрунтів. Бордюри з дрібних кам'яних уламків і щебеню, розташовані навколо округлої або багатокутної дрібноземистої спученої ділянки від 0,1 до 3 м діаметром.

## Поширеність
Кам'яні кільця зустрічаються в районах, де відбувається тривале і глибоке промерзання ґрунтів. Це зона багаторічної мерзлоти, субарктичний пояс і високі плоскогір'я.

## Формування
При замерзанні насиченого вологою ґрунту, тверді уламки виштовхуються на поверхню і концентруються уздовж тріщин на поверхні, формуючи бордюри. Дрібні частинки ґрунту залишаються в центрі кілець.
Внутрішній простір кам'яних кілець, що утворює невелику гірку, прогрівану полярним сонцем, іноді є улюбленим місцем для зростання мохів, кущиків брусниці або морошки. Восени кам'яні кільця вельми мальовничі й нагадують садові клумби штучного походження.